# Sankt Stefanus koinonia
Sankt Stefanus koinonia är en församling som tillhör Missionsprovinsen och är belägen i Stockholm. Sankt Stefanus koinonia var den första församlingen inom Missionsprovinsen. Församlingen grundades 1999 och är den enda församlingen i Missionsprovinsen som finns i Stockholm.

## Historik
Stockholmsdekanatet av Svenska kyrkans fria synod började sporadiskt att fira egna gudstjänster 1997. Stockholmsdekanatet tog initiativet till bildandet av Sankt Stefanus koinonia 1999. Koinonian firade sin första gudstjänst i Sabbatsbergs kyrka. Pastor i den nya församlingen blev Göran Beijer. Koinonian flyttade till Rosengården i Midsommarkransen år 2001. Sankt Stefanus koinonia var 2003 med och bildade Missionsprovinsen. 
Första advent 2004 började koinonian att fira gudstjänsterna i S:t Sigfrids kyrka i Aspudden. Våren 2021 bytte koinonian ut låsen till kyrkobyggnaden och hävdade att man var den rättmätige ägaren eftersom man ansåg sig vara firmatecknare för den förening som äger kyrkobyggnaden. I en dom i Stockholms tingsrätt våren 2023 förbjöds emellertid Göran Beijer att utge sig för att vara behörig företrädare eller styrelsemedlem för föreningen. Stefanus koinonia lämnade då kyrkan och höll sin sista gudstjänst där annandag jul 2023. Därefter har en lokal ägd av FSDB på Gotlandsgatan använts.